# Kotonoha no Niwa
Kotonoha no Niwa (言の葉の庭) é um filme de animação e drama japonês escrito, dirigido e editado por Makoto Shinkai, a animação é de CoMix Wave Films, distribuído pela companhia Toho. Estrelado por Miyu Irino e Kana Hanazawa, com a trilha sonora de Daisuke Kashiwa, que compôs inúmeras músicas para diversos filmes de Shinkai. A música-tema, “Rain”, foi originalmente escrita e executada por Senri em 1988, posteriormente adaptada para o filme e cantada por Motohiro Hata. O Jardim das Palavras também teve adaptação para o mangá, com ilustrações de Midori Motohashi e, mais tarde, romanceada por Shinkai, ambos no mesmo ano de lançamento de filme.
O Jardim das Palavras centra-se em Takao Akizuki, um aspirante designer de sapatos de 15 anos de idade, e Yukari Yukino, uma misteriosa mulher de 27 anos, em que ficam reunidos no Jardim Nacional Shinjuku Gyoen nas manhãs chuvosas. Enquanto Takao ignora as aulas da escola pela manhã para desenhar sapatos, Yukino evita o trabalho devido a problemas pessoais que se transportam para a vida profissional. Yukino não diz nada sobre si à Takao, enquanto Takao abre-se para ela, compartilhando sua paixão por sapatos, oferecendo-se para lhe fazer um par. Quando Takao passa a saber da identidade de Yukino, as emoções emergem. Shinkai escreveu esta história como um conto de “solidão melancólica”, baseando-se no tradicional significado da palavra japonesa “amor”, e utiliza-se da alegoria do sapato como uma metáfora para a vida. Os temas da história incluem a chuva, a poesia Man’yoshu (a mais antiga forma poética japonesa), e o jardim japonês. De acordo com Shinkai, a diferença de idade entre os dois protagonistas e suas personalidades demonstram quão desajeitada e desconexa podem ser as pessoas maduras se comparadas aos adolescentes.

## Enredo
O Jardim das Palavras é um filme de romance e drama. Ele abre o início de estação chuvosa em Tóquio. Takao Akizuki é um estudante de 15 anos que mata aulas para dedicar-se ao que mais gosta: desenhar sapatos, no jardim de Shinjuku Gyoen. É justamente nesse local, que ele encontra Yukari Yukino, uma misteriosa mulher de 27 anos. Quando ela percebe o emblema da escola no uniforme de Takao, Yukino despede-se com um tanka (uma forma de poesia japonesa), deixando-o perplexo quanto à sua origem e significado. Os dois continuam a se encontrar no parque em manhãs chuvosas, mas sem formalmente se apresentarem um ao outro. Após Yukino interessar-se pelos calçados, Takao decide fazer um par de sapatos para ela. Com o fim da estação das chuvas, Takao para de ir ao parque e se concentra em seu trabalho.
Nas férias de verão, Takao retorna à escola e vê Yukino. Seus amigos lhe informam de que ela é professora de literatura e que ela havia sido alvo de fofocas e bullying. Para evitar algum confronto, Yukino não se dirigiu à escola, mas ao parque. Lá, Takao a encontra, recitando-lhe uma clássica poesia japonesa Man’yoshu, como forma de resposta ao tanka por ela proferida.
Ao ficarem encharcados pela tempestade repentina, Yukino leva Takao ao seu apartamento e os dois passam a tarde juntos. Takao confessa seu amor e Yukino fica visivelmente comovida, lembrando-lhe que ela é uma professora e que está prestes a voltar para sua cidade natal em Shikoku. Takao pede desculpas e foge. Yukino consegue encontrá-lo na escada, ainda chateado com raiva Takao leva de volta o que tinha dito e critica-la por ser tão secreta e nunca ter se aberto para ele. Yukino o abraça e os dois gritam um com o outro. Ela tenta explicar-lhe o porquê de não poderem ficar juntos. Takao passa apertado em seus exames finais, mas continua a perseguir seu sonho como designer de sapatos, enquanto Yukino volta para Shikoku, retomando sua carreira como professora. Em uma cena pós-créditos, Takao revisita o parque e lê uma carta de Yukino. Coloca os sapatos que lhe prometera no banco e, em seguida, promete que irá encontrá-la após progredir em sua carreira.

## Recepção
O Jardim das Palavras estreou no Gold Coast Film Festival in Australia em 28 de abril de 2013 e teve seu lançamento oficial em 31 de maio do mesmo ano no Japão. Na estreia japonesa, o filme foi exibido como um curta de animação chamado “Dareka no Manazashi”, também dirigido por Shinkai. O cronograma de exibição não foi usual, uma vez que foi exibido digitalmente no iTunes no mesmo dia da estreia no Japão, e no DVD e Blu-Ray foram lançados enquanto o filme ainda era exibido nos cinemas em 21 de junho. O filme foi licenciado pela Sentai Filmworks na América do Norte, Anime Limited no Reino Unido, e Madman Entertainment na Austrália. O filme teve uma boa bilheteria nos cinemas, tendo seu período de exibição estendido, além de estar em vários locais e eventos de cinema internacional. Durante 2013 permaneceu no topo do ranking do iTunes Store e foi selecionado como a melhor animação do ano no iTunes. Venceu em 2013 o Kobe Theatrical Film Award, além de ter conquistado o Fantasia Internacional Film Festival e o Stuttgart Festival of Animated Film. A crítica online em geral foi favorável, por meio de opiniões diversas sobre a extensão do filme, enredo e clímax emotivo.

## Curiosidade
A personagem Yukari Yukino aparece também no filme de 2016 de Makoto Shinkai, Kimi no Na wa. onde ela também é uma professora de literatura japonesa.